# ジョン・バクスター
ジョン・バクスター（John Baxter、1939年12月14日 – ）は、オーストラリアの作家、ジャーナリスト、映画制作者。

## 経歴
ニューサウスウェールズ州ランドウィック生まれ。
はじめ、SF小説を発表。
また、フェデリコ・フェリーニ、ルイス・ブニュエル、スティーヴン・スピルバーグ、スタンリー・キューブリック、ウディ・アレン、ジョージ・ルーカス、ロバート・デ・ニーロなど、映画監督や映画俳優の伝記を多数執筆している。

## 翻訳された著書

### 小説
- ヘルメス 落ちてくる地獄 野田昌宏 訳 角川書店 1981

### ノンフィクション
- フェリーニ 椋田直子 訳 平凡社 1996 (20世紀メモリアル)
- 地球に落ちてきた男 : スティーブン・スピルバーグ伝 野中邦子 訳 角川書店 1998
- ジョージ・ルーカス 奥田祐士 訳 ソニー・マガジンズ 1999
- ウディ・アレン バイオグラフィー 田栗美奈子 訳 作品社 2002
- ある愛書狂の告白 笙玲子 訳 晶文社 2004 (シリーズ愛書・探書・蔵書)
- パリ快楽都市の誘惑 齋藤敦子 訳 清流出版 2008
- 二度目のパリ : 歴史歩き 長崎真澄 訳 ディスカヴァー・トゥエンティワン 2013